# Cyrtodactylus gubaot
Cyrtodactylus gubaot là một loài thằn lằn trong họ Gekkonidae. Loài này được Welton, Siler, Linkem, Diesmos & Brown mô tả khoa học đầu tiên năm 2010.